# Stanhope, Kent
Stanhope är en civil parish och en stadsdel i södra Ashford, belägen i grevskapet Kent i sydöstra England. Den ligger i distriktet Ashford och utgörs av ett bostadsområde som byggdes på 1960-talet. Civil parishen hade 4 390 invånare vid folkräkningen år 2021.